# یاکریم آفریقایی
قمری آفریقایی (نام علمی: Streptopelia roseogrisea) نام یک گونه از سرده یمام است.